# Рейл (Джорджія)
Рейл (англ. Rayle) — місто (англ. town) в США, в окрузі Вілкс штату Джорджія. Населення — 158 осіб (2020).

## Географія
Рейл розташований за координатами 33°47′29″ пн. ш. 82°54′31″ зх. д. / 33.79139° пн. ш. 82.90861° зх. д. (33.791336, -82.908545).  За даними Бюро перепису населення США в 2010 році місто мало площу 2,70 км², з яких 2,65 км² — суходіл та 0,05 км² — водойми.

## Демографія
Згідно з переписом 2010 року, у місті мешкало 199 осіб у 69 домогосподарствах у складі 49 родин. Густота населення становила 74 особи/км².  Було 100 помешкань (37/км²).
Расовий склад населення:
| - 47,2 % — білих - 44,7 % — чорних або афроамериканців - 2,5 % — азіатів - 5,0 % — осіб інших рас |

До двох чи більше рас належало 0,5 %. Частка іспаномовних становила 4,5 % від усіх жителів.
За віковим діапазоном населення розподілялося таким чином: 30,2 % — особи молодші 18 років, 59,7 % — особи у віці 18—64 років, 10,1 % — особи у віці 65 років та старші. Медіана віку мешканця становила 30,5 року. На 100 осіб жіночої статі у місті припадало 107,3 чоловіків;  на 100 жінок у віці від 18 років та старших — 90,4 чоловіків також старших 18 років.
За межею бідності перебувало 33,8 % осіб, у тому числі 41,0 % дітей у віці до 18 років та 24,1 % осіб у віці 65 років та старших.
Цивільне працевлаштоване населення становило 70 осіб. Основні галузі зайнятості: сільське господарство, лісництво, риболовля — 31,4 %, роздрібна торгівля — 18,6 %, освіта, охорона здоров'я та соціальна допомога — 14,3 %, виробництво — 12,9 %.